# كسوف الشمس 11 أغسطس 2018

Animated path.

كان الكسوف الشمسي في 11 آب (أغسطس) 2018 عبارة عن كسوف الشمس الجزئي الذي كان مرئيًا في شمال أمريكا الشمالية، جرينلاند، أوروبا الشمالية وشمال شرق آسيا.

## الرؤية
سجلت المرحلة القصوى من الخسوف الجزئي في بحر سيبيريا الشرقي بالقرب من جزيرة رانجل.
لوحظ الخسوف في كندا، جرينلاند، إسكتلندا، معظم دول الشمال (آيسلندا، النرويج، السويد، فنلندا) إستونيا، لاتفيا، عمليًا في جميع أنحاء روسيا (بإستثناء الأماكن الواقعة جنوب غرب الخط التي تمر تقريبًا عبر بسكوف، موسكو، وبينزا، وأبعد الأماكن الشرقية في الشرق الأقصى الروسي)، وفي كازاخستان، قيرغيزستان، منغوليا والصين. أثناء غروب الشمس، لوحظ الخسوف في كوريا الشمالية وكوريا الجنوبية.

## الصور

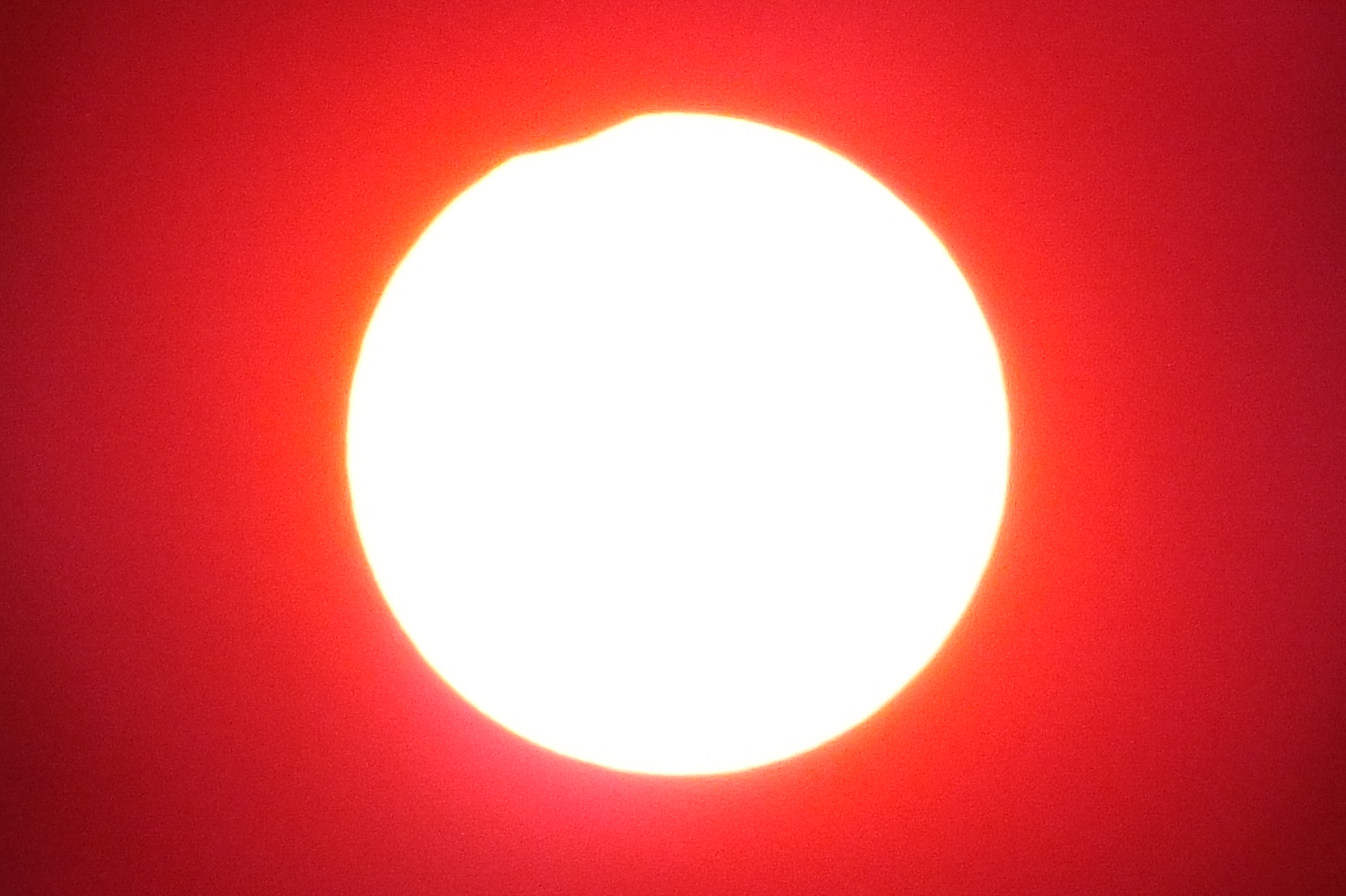
موسكو, 9:40 UTC
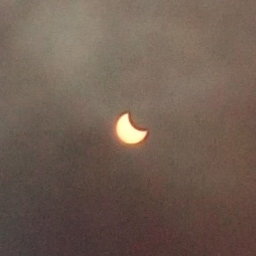
بالي (روسيا), 10:24 UTC

## كسوفات أخرى

### كسوف 2018
- خسوف القمر يناير 2018.
- كسوف الشمس في 15 فبراير 2018.
- كسوف جزئي للشمس في 13 يوليو.
- خسوف القمر يوليو 2018.
- كسوف جزئي للشمس في 11 أغسطس.

### كسوف الشمس في العقدة الصاعدة 2015-2018
- كسوف الشمس 13 سبتمبر 2015
- كسوف الشمس 1 سبتمبر 2016
- كسوف الشمس في 21 أغسطس 2017
- Saros 155: كسوف جزئي للشمس في 11 أغسطس 2018

### كسوف الشمس 2015-2018
هذا الكسوف هو جزء من سلسلة من دورة الكسوف، وتتكرر من كسوف الشمس كل 177 يومًا تقريبًا و 4 ساعات (دورة كسوف) في العقد المتناوبة من مدار القمر.

### سلسلة ساروس 155
وهي جزء من دورة ساروس 155، تتكرر كل 18 سنة، 11 يومًا (223 شهرًا مجمعًا)، وتحتوي على 71 حدثًا. بدأت السلسلة بكسوف جزئي للشمس في 17 يونيو 1928. وخسوفًا كليًا من 12 سبتمبر 2072 إلى 30 أغسطس 2649. تحتوي السلسلة أيضًا على 3 كسوفات هجينة من 10 سبتمبر، 2667 إلى 3 أكتوبر، 2703 و 20 خسوفًا حلقيًا من 13 أكتوبر 2721 إلى 8 مايو 3064.
تنتهي السلسلة في العضو 71 ككسوف جزئي في 24 يوليو 3190. وستكون أطول كسوفات كلية في 26 أكتوبر 2144 وفي 7 نوفمبر 2162، في 4 دقائق و 5 ثوان.

## روابط خارجية
- مخطط رؤية الأرض وإحصاءات الكسوف